# Night and Day
Night and Day är en amerikansk drama- och musikalfilm från 1946 i regi av Michael Curtiz. Filmen är en näst intill påhittad biografi över Cole Porter, med Cary Grant i titelrollen.

## Handling
Året är 1914 och Cole Porter (Cary Grant) skriver redan musik. När han under jullovet kommer hem förklarar han för sin mor att han nog inte skulle bli en särskilt bra advokat, men däremot en riktigt bra musiker. Man får därefter följa hans liv, de musikaler han skriver och kärleken till hans fru.

## Om filmen
Filmen tar uppenbara friheter med Porters biografi, den kanske mest anmärkningsvärda är att den totalt ignorerar det faktum att Porter faktiskt var homosexuell.

## Rollista i urval
- Cary Grant - Cole Porter
- Alexis Smith - Linda Lee Porter
- Selena Royle - Kate Porter
- Henry Stephenson - Omar Cole
- Jane Wyman - Gracie Harris
- Dorothy Malone - Nancy
- Eve Arden - Gabrielle
- Ginny Simms - Carole Hill
- Paul Cavanagh - Bart McClelland
- Tom D'Andrea - Bernie
- Victor Francen - Anatole Giron
- Alan Hale, Sr. - Leon Dowling
- Mary Martin - sig själv
- Sig Ruman - Wilowski
- Donald Woods - Ward Blackburn
- Monty Woolley - sig själv